# Tron RUN/r
Tron RUN/r é um jogo eletrônico de corrida infinita desenvolvido pela Sanzaru Games e publicado pela Disney Interactive Studios como parte da franquia Tron. Tendo sido anunciado no The Game Awards 2015, no qual foi descrito como um jogo "arcade de ação", foi mundialmente lançado no dia 16 de fevereiro de 2016 para Windows, Xbox One e PlayStation 4.

## Trilha sonora
A trilha foi composta por Giorgio Moroder e Raney Shockne, tendo sido lançada no dia 31 de maio de 2016. Ela apresenta remixes do Autechre, Plaid, Rusko, Bibio, Darkstar, Patten e Christopher Nicholls, com a maioria dos artistas associados à gravadora Warp.

## Recepção
Tron RUN/r obteve uma nota geral de 64/100 no Metacritic baseado em 9 análises, recebendo assim críticas mistas ou médias.